# Tokina
Kenko Tokina Co., Ltd. (en japonés: 株式会社ケンコー・トキナー), més coneguda pel nom comercial Tokina, és una empresa internacional japonesa del sector òptic especialitzada en lents d'objectiu. La companyia és dirigida per Toru Yamanaka.

## Història
L'empresa va ser fundada per Kawaguchi Denkichi el mes de maig de 1950 al barri de Shinjuku de Tòquio, el més important a nivell comercial i administratiu de la capital japonesa sota el nom de Tòquio Optical Equipment Manufacturing.
L'especialitat principal de l'empresa era el polit de vidre i la producció de lents per a projectors de cinema. A causa del conflicte militar del pacífic, l'empresa passa per dificultats financeres i ha de cessar la seva activitat. El 1959, després de la seva restauració, l'empresa reprèn els seus negocis de polit de vidre i muntatge de lents SLR per a altres empreses.
El 1960, l'empresa va iniciar la producció dels seus propis objectius. Els primers en sortir al mercat van ser el 300mm f/5.5, el 200mm f/4.5 i el 135mm f/2.8.
El 1963, per primer any, Tokina presenta els seus productes a l'exposició internacional de Photokina.
El 1967, l'empresa llança el seu primer objectiu zoom, el 90-200mm f/4.5.
El 1971 es canvia el nom a Tokina Kougaku Co., Ltd.
El 1981 va néixer una nova sèrie, els objectius AT-X, els quals usen lents d'alta qualitat, i fent registrar a l'empresa el benefici més alt de la història fins al moment.
El 1999, es funda una filial de Tokina a Changchun (Xina), usada per a la producció de lents de CCTV.
El novembre de 2004, es llança el AT-X 12-24mm f/4 i es converteix en el primer objectiu de la marca per a càmeres digitals APS-C.
De mica en mica, es va anar expandint per la geografia japonesa fins a tenir seus subsidiàries en algunes de les principals ciutats del país, com ara Saitama, Nagoya, Osaka i Fukuoka.
El 2006 l'empresa es trasllada a una nova seu, a la prefectura de Saitama.
El 2008 adquireix l'empresa TSS la qual fabrica plataformes de posició rotativa per a sistemes de seguretat, i també Sun engineering company i funda una base a Fukaya (prefectura de Saitama) per a la producció de components per a sistemes de videovigilància.
L'agost del 2010, treu al mercat la lent ATX 16-28mm f/2.8 PRO FX, el primer objectiu de la marca per a càmeres DSLR de fotograma complet. I el 2011, el segon, el AT-X 17-35mm f/4 PRO FX.
El 2012, l'empresa es fusiona amb Kenko Company, donant lloc al nou nom corporatiu Kenko Tokina Co. Ltd., així i tot, continuen usant com noms comercials Tokina i Kenko per vendre els objectius i accessoris.
El 2014, es llança l'objectiu AT-X 70-200mm f/4 PRO FX VCM-S, el primer amb estabilitzador d'imatge.
El 2017, surt al mercat el Firin 20mm f/2 FE MF, el primer objectiu per a càmeres sense mirall full frame de la marca.
El 21 de setembre de 2021, l'empresa va celebrar el seu 65è aniversari i va presentar una sèrie limitada d'objectius en color blanc, l'atx-i 11-16 mm f/2.8 CF, l'atx-i 11-20 mm f/2.8 CF, l'atx-i 100 mm f/2.8 FF Macro i el atx-m 11-18 mm f/2.8 E.

## Productes
Des de la seva fundació, l'empresa es va dedicar primordialment a la creació de material òptic com ara prismàtics, telescòpics astronòmics, càmeres de videovigilància i, especialment, objectius de càmeres fotogràfiques i videogràfiques, sent un dels principals fabricants, juntament amb Tamron i Sigma, que fabriquen objectius per a ser col·locats en càmeres d'altres fabricants com Canon i Nikon.

## Sigles
Igual que tots els altres fabricants d'objectius, Tokina també usa un conjunt de sigles per a designar aspectes bàsics de cada objectiu, per a indicar des de quina mena de cos és l'ideal per a muntar-ho fins a característiques de fabricació.
- AF: Objectiu amb enfocament automàtic
- ATX: Objectiu que incorpora lents d'alta qualitat
- atx-i: Objectiu d'alta qualitat per a càmeres reflex
- atx-m: Objectiu d'alta qualitat per a càmeres sense mirall
- CF (Crop Frame): Objectiu per a reflex digitals APS-C
- D: Objectiu dissenyat per a càmeres reflex digitals
- DX: Objectiu dissenyat per a reflex digitals APS-C
- E: Objectiu per a càmeres sense mirall amb muntura Sony E (APS-C)
- FE: Objectiu per a càmeres sense mirall amb muntura Sony FE (Full-Frame)
- FF: Objectiu per a reflex digitals Full-Frame
- Firin: Sèrie d'objectius d'alta qualitat per a càmeres sense mirall[5]
- FX: Nova generació d'objectius d'alta qualitat per a càmeres Full-Frame
- IF (Internal Focus System): Enfocament automàtic de gran precisió i velocitat[6]
- MF (Manual Focus): Objectiu amb enfocament manual
- Opera: Sèrie d'objectius de prèmium per la nova generació de càmeres DSLR de gamma alta Full Frame[7]
- Pro: Objectiu orientat a professionals
- Reflex: Objectiu catadiòptric[8]
- RMC (Rainbow Multi Coating): Tipus de revestiment de la lent
- SD (Super-Low Dispersion): Objectiu que incorpora lents especials per a una millor qualitat d'imatge
- SV (Special Value): Objectiu especialment valorat
- SZ: Sèrie d'objectius extremadament lleugers i compactes
- SZX: Sèrie d'objectius extremadament lleugers i compactes
- V: Objectiu amb anells de control especials per a cinema o vídeo
- VCM-S: Sistema d'estabilitzador d'imatge incorporat a l'objectiu
- Vista: Objectiu modern d'alta resolució. Lents amb obertura T1.5[9]
- X: Objectiu per a càmeres sense mirall amb muntura Fujifilm X (APS-C)

## Objectius

### Objectius fixos per acàmeres reflex

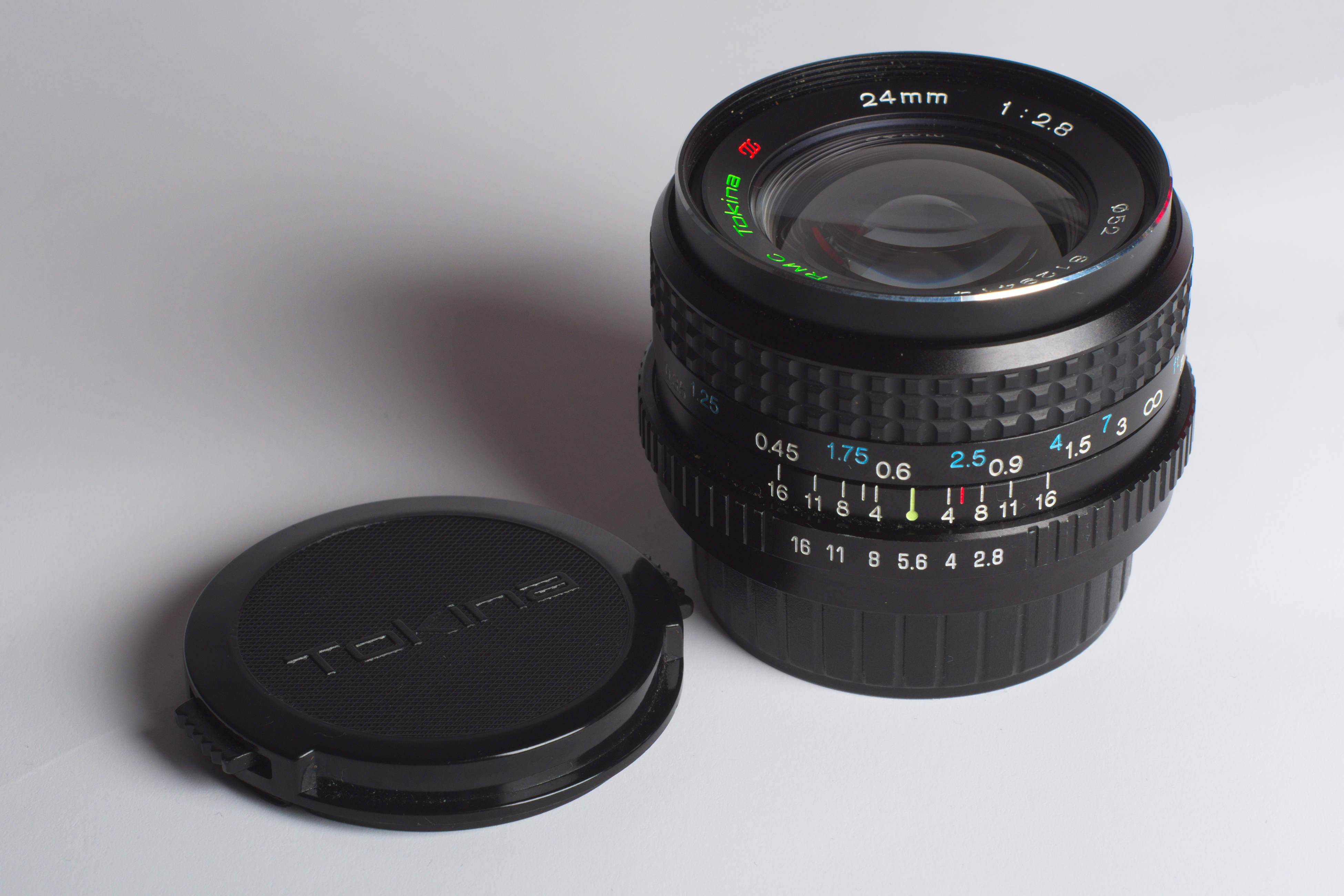
Tokina RMC 24mm f/2.8

| Distància focal | Obertura | Any  | Distància mínima d'enfocament | IS | Diametre de filtre | Muntures                                                                                       |
| --------------- | -------- | ---- | ----------------------------- | -- | ------------------ | ---------------------------------------------------------------------------------------------- |
| 17mm            | 3.5      | -    | 0.25m                         | No | 67mm               | C/Y (contax/yashica), Canon FD, FDn, M42, Nikon F, Pentax K, Minolta SR                        |
| 17mm            | 3.5      | 1993 | 0.25m                         | No | 72mm               | Canon EF, Sony A, Nikon F                                                                      |
| 17mm            | 3.5      | 1999 | 0.25m                         | No | 77mm               | Canon EF, Sony A, Nikon F                                                                      |
| 24mm            | 2.8      | -    | 0.19m                         | No | 52mm               | C/Y (contax/yashica), Canon FD, FDn, M42, Konica AR, Nikon F, Olympus OM, Pentax K, Minolta SR |
| 24mm            | 2.8      | -    | 0.27m                         | No | 52mm               | Canon FD, FDn, M42, Konica AR, Olympus OM, Pentax K, Minolta SR                                |
| 28mm            | 2.8      | -    | 0.30m                         | No | 58mm               | M42                                                                                            |
| 28mm            | 2.8      | -    | 0.22m                         | No | 49mm               | C/Y (contax/yashica), Canon FD, FDn, M42, Konica AR, Nikon F, Olympus OM, Pentax K, Minolta SR |
| 28mm            | 2.8      | -    | 0.30m                         | No | 52mm               | C/Y (contax/yashica), Canon FD, FDn, M42, Konica AR, Nikon F, Olympus OM, Pentax K, Minolta SR |
| 28mm            | 2.0      | -    | 0.24m                         | No | 58mm               | C/Y (contax/yashica), M42, Pentax K                                                            |
| 35mm            | 2.0      | -    | 0.30m                         | No | 58mm               | Canon FD, FDn, M42, Konica AR, Nikon F, Olympus OM, Minolta SR                                 |
| 35mm            | 2.8      | -    | 0.60m                         | No | 49mm               | M42                                                                                            |
| 35mm            | 2.8      | -    | 0.14m                         | No | 52mm               | Canon EF-S, Nikon F (DX)                                                                       |
| 50mm            | 1.4      | 2018 | 0.40m                         | No | 72mm               | Canon EF, Nikon F (FX)                                                                         |
| 90mm            | 2.5      | 1986 | 0.39m                         | No | 55mm               | C/Y (contax/yashica), Canon FD, FDn, Nikon F, Olympus OM, Pentax K                             |
| 100mm           | 2.8      | -    | 0.30m                         | No | 55mm               | Canon EF, Nikon F (FX)                                                                         |
| 100mm           | 2.8      | 2019 | 0.30m                         | No | 55mm               | Canon EF, Nikon F (FX)                                                                         |
| 135mm           | 3.5      | -    | 1.80m                         | No | 49mm               | M42                                                                                            |
| 135mm           | 2.8      | -    | 1.50m                         | No | 55mm               | M42                                                                                            |
| 135mm           | 2.8      | -    | 1.50m                         | No | 52mm               | C/Y (contax/yashica), Canon FD, FDn, Konica AR, Nikon F, Olympus OM, Pentax K, Minolta SR      |
| 200mm           | 3.5      | -    | 2.30m                         | No | 62mm               | Canon FD, FDn, Konica AR, Nikon F, Olympus OM, Pentax K, Minolta SR                            |
| 200mm           | 3.5      | -    | 2.50m                         | No | 58mm               | Canon FD, FDn, Nikon F, Minolta SR                                                             |
| 300mm           | 4.0      | -    | 2.00m                         | No | 77mm               | Canon EF, Nikon F, Sony A                                                                      |
| 300mm           | 2.8      | -    | 2.40m                         | No | -                  | Canon EF, Nikon F, Sony A                                                                      |
| 300mm           | 2.8      | -    | 2.40m                         | No | 105mm              | Canon EF, Nikon F, Sony A                                                                      |
| 400mm           | 6.3      | -    | -                             | No | -                  | M42                                                                                            |
| 400mm           | 5.6      | -    | 4.00mm                        | No | 72mm               | M42                                                                                            |
| 400mm           | 5.6      | -    | 4.00mm                        | No | 72mm               | Canon FD, FDn, Pentax K, Minolta SR                                                            |
| 400mm           | 5.6      | -    | 2.50m                         | No | 72mm               | Canon EF, Nikon F, Sony A, Pentak K                                                            |
| 400mm           | 8.0      | 2020 | 1.15m                         | No | -                  | Canon EF, Nikon F, Micro Quatre Terços, Sony FE, Fuji X, Muntura T                             |
| 500mm           | 8.0      | -    | 1.50m                         | No | -                  | M42                                                                                            |
| 500mm           | 8.0      | 2022 | 1.70m                         | No | -                  | Canon EF, Nikon F, Nikon F (FX), Micro Quatre Terços, Sony FE, Fuji X, Muntura T               |

### Objectius zoom per acàmeres reflex
| Distància focal | Obertura | Any  | Distància mínima d'enfocament | IS | Diametre de filtre | Muntures |
| --------------- | -------- | ---- | ----------------------------- | -- | ------------------ | --- |
| 10-17mm         | 3.5-4.5  | 2011 | 0.14m                         | No | -                  | Canon EF-S, Nikon F (DX)                                                                                         |
| 11-16mm         | 2.8      | 2012 | 0.30m                         | No | 77mm               | Canon EF-S, Nikon F (DX)                                                                                         |
| 11-16mm         | 2.8      | 2012 | 0.30m                         | No | 77mm               | Canon EF-S, Nikon F (DX), Sony A                                                                                 |
| 11-16mm         | 2.8      | 2019 | 0.30m                         | No | 77mm               | Canon EF-S, Nikon F (DX)                                                                                         |
| 11-20mm         | 2.8      | 2015 | 0.28m                         | No | 82mm               | Canon EF-S, Nikon F (DX)                                                                                         |
| 11-20mm         | 2.8      |      | 0.28m                         | No | 82mm               | Canon EF-S, Nikon F (DX)                                                                                         |
| 12-24mm         | 4.0      | -    | 0.30m                         | No | 77mm               | Canon EF-S, Nikon F (DX)                                                                                         |
| 12-24mm         | 4.0      | -    | 0.30m                         | No | 77mm               | Canon EF-S, Nikon F (DX)                                                                                         |
| 12-28mm         | 4.0      | 2013 | 0.25m                         | No | 77mm               | Canon EF-S, Nikon F (DX)                                                                                         |
| 14-20mm         | 2.0      | 2015 | 0.28m                         | No | 82mm               | Canon EF-S, Nikon F (DX)                                                                                         |
| 16-28mm         | 2.8      | 2010 | 0.28m                         | No | -                  | Canon EF, Nikon F (FX)                                                                                           |
| 16-28mm         | 2.8      | 2019 | 0.28m                         | No | -                  | Canon EF, Nikon F (FX)                                                                                           |
| 16-50mm         | 2.8      | 2009 | 0.30m                         | No | 77mm               | Canon EF-S, Nikon F (DX)                                                                                         |
| 16.5-135mm      | 3.5-5.6  | 2019 | 0.50m                         | No | 77mm               | Canon EF-S, Nikon F (DX)                                                                                         |
| 17-35mm         | 4.0      | 2011 | 0.28m                         | No | 82mm               | Canon EF, Nikon F (FX)                                                                                           |
| 17-35mm         | 4.0      | 2020 | 0.28m                         | No | 82mm               | Canon EF, Nikon F (FX)                                                                                           |
| 19-35mm         | 3.5-4.5  | -    | 0.40m                         | No | 77mm               | Canon EF, Nikon F (FX), Sony A, Pentax K                                                                         |
| 20-35mm         | 3.5-4.5  | -    | 0.40m                         | No | 72mm               | Canon EF, Nikon F (FX), Sony A, Pentax K                                                                         |
| 20-35mm         | 3.5-4.5  | 1985 | 0.40m                         | No | 77mm               | Sony A |
| 20-35mm         | 2.8      | 2000 | 0.25m                         | No | 77mm               | Canon EF, Nikon F (DX), Sony A, Pentax K                                                                         |
| 24-40mm         | 2.8      | -    | 0.40m                         | No | 72mm               | C/Y (contax/yashica), Canon FD, FDn, Konica AR, Nikon F, Olympus OM, Pentax K, Minolta SR                        |

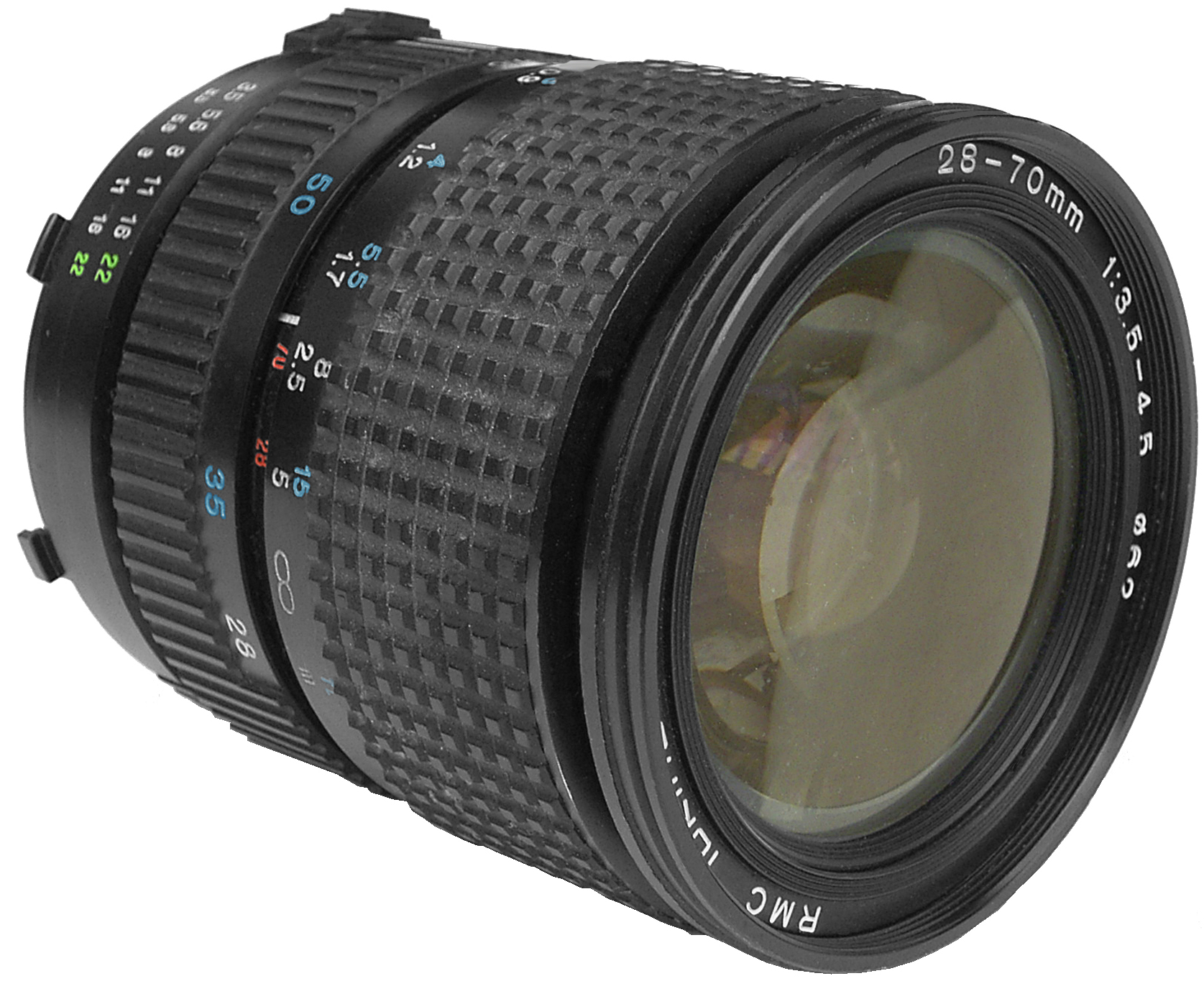
Tokina RMC 28-70 mm f/3.5-4.5

| 24-70mm         | 2.8      | 2015 | 0.38m                         | No | 82mm               | Canon EF, Nikon F (FX)                                                                                           |
| 24-200mm        | 3.5-5.6  | -    | 0.80m                         | No | 72mm               | Canon EF, Nikon F (FX), Sony A, Pentax K                                                                         |
| 25-50mm         | 4.0      | -    | 0.50m                         | No | 55mm               | Canon FD, FDn, Nikon F, Olympus OM, Pentax K, Minolta SR                                                         |
| 28-70mm         | 3.5-4.5  | -    | -                             | No | 62mm               | Olympus OM |
| 28-70mm         | 3.5-4.5  | -    | 0.40m                         | No | 52mm               | Canon EF, Nikon F (FX), Sony A, Pentax K                                                                         |
| 28-70mm         | 3.5-4.5  | -    | 0.40m                         | No | 52mm               | Canon FD, FDn, Konica AR, Nikon F, M42, Olympus OM, Pentax K, Minolta SR                                         |
| 28-70mm         | 3.5-4.5  | -    | 0.34m                         | No | 55mm               | Canon FD, FDn, Nikon F, Pentax K, Minolta SR                                                                     |
| 28-70mm         | 4.0      | -    | 0.25m                         | No | 62mm               | M42 |
| 28-70mm         | 2.8-4.5  | -    | 0.70m                         | No | 52mm               | Canon EF, Nikon F (FX), Sony A, Pentax K                                                                         |
| 28-70mm         | 2.8-4.3  | -    | 0.70m                         | No | 62mm               | C/Y (contax/yashica), Canon FD, FDn, Konica AR, Nikon F, Olympus OM, Pentax K, Minolta SR                        |
| 28-70mm         | 2.8      | -    | 0.70m                         | No | 72mm               | Canon EF, Nikon F (FX), Sony A, Pentax K                                                                         |
| 28-70mm         | 2.8      | -    | 0.70m                         | No | 77mm               | Canon EF, Nikon F (FX), Sony A, Pentax K                                                                         |
| 28-70mm         | 2.8      | -    | 0.70m                         | No | 77mm               | Canon EF, Nikon F (FX), Sony A, Pentax K                                                                         |
| 28-80mm         | 3.8-4.8  | -    | 0.80m                         | No | 67mm               | Canon FD, FDn, Nikon F, Olympus OM, Pentax K, Minolta SR                                                         |
| 28-85mm         | 3.5-4.5  | -    | 0.90m                         | No | 62mm               | C/Y (contax/yashica), Canon FD, FDn, Konica AR, Nikon F, Olympus OM, Pentax K, Minolta SR                        |
| 28-85mm         | 3.5-4.5  | -    | 0.70m                         | No | 62mm               | C/Y (contax/yashica), Canon FD, FDn, Konica AR, Nikon F, Olympus OM, Pentax K, Minolta SR                        |
| 28-80mm         | 2.8      | -    | 0.50m                         | No | 77mm               | Canon EF, Nikon F (FX), Sony A, Pentax K                                                                         |
| 28-105mm        | 3.5-4.8  | -    | 0.50m                         | No | 62mm               | C/Y (contax/yashica), Canon FD, FDn, Konica AR, Nikon F, Olympus OM, Pentax K, Minolta SR                        |
| 28-105mm        | 4.0-5.3  | -    | 2.50m                         | No | 62mm               | C/Y (contax/yashica), Canon FD, FDn, Minolta SR                                                                  |
| 28-200mm        | 3.5-5.6  | -    | 1.90m                         | No | 62mm               | Canon EF, Nikon F (FX), Pentax K                                                                                 |
| 28-200mm        | 3.5-5.6  | -    | 2.50m                         | No | 72mm               | C/Y (contax/yashica), Canon FD, FDn, Konica AR, Nikon F, Olympus OM, Pentax K, Minolta SR                        |
| 28-210mm        | 3.5-5.6  | -    | 1.90m                         | No | 72mm               | Sony A |
| 28-300mm        | 4.0-6.3  | -    | 1.90m                         | No | 77mm               | Nikon F (FX) |
| 35-70mm         | 3.5-4.6  | -    | 0.70m                         | No | 52mm               | Canon FD, FDn, Pentax K                                                                                          |
| 35-70mm         | 3.5-4.6  | -    | 0.80m                         | No | 52mm               | Nikon F (FX), Sony A                                                                                             |
| 35-70mm         | 4.0      | -    | 0.60m                         | No | 55mm               | C/Y (contax/yashica), Pentax K, Minolta SR                                                                       |
| 35-70mm         | 3.5      | -    | 0.80m                         | No | 55mm               | C/Y (contax/yashica), Canon FD, FDn, Nikon F, Olympus OM, Pentax K, Minolta SR                                   |
| 35-70mm         | 2.8      | -    | 0.60m                         | No | 62mm               | C/Y (contax/yashica), Canon FD, FDn, Konica AR, Nikon F, Olympus OM, Pentax K, Minolta SR                        |
| 35-105mm        | 3.5-4.3  | -    | 1.60m                         | No | 55mm               | C/Y (contax/yashica), Canon FD, FDn, Konica AR, M42, Nikon F, Olympus OM, Pentax K, Minolta SR                   |
| 35-105mm        | 3.5      | 1976 | 1.40m                         | No | 72mm               | C/Y (contax/yashica), Canon FD, FDn, Konica AR, M42, Nikon F, Pentax K, Minolta SR                               |
| 35-135mm        | 3.5-4.5  | -    | 1.50m                         | No | 55mm               | C/Y (contax/yashica)                                                                                             |
| 35-200mm        | 4.0-5.6  | 1987 | 1.60m                         | No | 62mm               | Nikon F (FX), Sony A, Pentax K                                                                                   |
| 35-200mm        | 4.0-5.6  | 1987 | 1.10m                         | No | 62mm               | C/Y (contax/yashica), Canon FD, FDn, Konica AR, M42, Nikon F, Olympus OM, Pentax K, Minolta SR                   |
| 50-135mm        | 2.8      | 2006 | 1.00m                         | No | 67mm               | Canon EF-S, Nikon F (DX)                                                                                         |
| 50-250mm        | 4.0-5.6  | -    | 1.80m                         | No | 55mm               | C/Y (contax/yashica), Canon FD, FDn, Konica AR, M42, Nikon F, Olympus OM, Pentax K, Minolta SR                   |
| 60-120mm        | 2.8      | -    | 1.20m                         | No | 55mm               | C/Y (contax/yashica), Canon FD, FDn, Konica AR, M42, Nikon F, Olympus OM, Pentax K, Minolta SR                   |
| 60-300mm        | 4.0-5.6  | -    | 2.00m                         | No | 67mm               | Canon EF, Nikon F (FX), Sony A, Pentax K                                                                         |
| 60-300mm        | 4.0-5.6  | -    | 1.50m                         | No | 67mm               | C/Y (contax/yashica), Canon EF, Nikon F, Pentax K, Minolta SR                                                    |
| 70-200mm        | 4.0      | 2014 | 1.00m                         | Sí | 67mm               | Canon EF, Nikon F (FX)                                                                                           |
| 70-210mm        | 4.5-5.6  |      | 1.10m                         | No | 49mm               | C/Y (contax/yashica), Nikon F, Pentax K, Minolta SR                                                              |
| 70-210mm        | 4.0-5.6  | -    | 1.30m                         | No | 52mm               | Canon EF, Nikon F (FX), Sony A, Pentax K                                                                         |
| 70-210mm        | 4.0-5.6  | -    | 1.10m                         | No | 52mm               | C/Y (contax/yashica), Canon FD, FDn, Konica AR, M42, Nikon F, Olympus OM, Pentax K, Minolta SR, Canon EF, Sony A |
| 70-210mm        | 4.0-5.6  | -    | 1.10m                         | No | 52mm               | Pentax K |
| 70-210mm        | 4.0      | -    | 1.10m                         | No | 55mm               | Canon FD, FDn, M42, Nikon F, Olympus OM, Pentax K, Minolta SR                                                    |
| 70-210mm        | 3.5      | -    | 1.40m                         | No | 67mm               | C/Y (contax/yashica), Canon FD, FDn, M42, Nikon F, Olympus OM, Pentax K, Minolta SR                              |
| 70-210mm        | 3.5      | -    | 1.40m                         | No | 62mm               | C/Y (contax/yashica), Canon FD, FDn, Konica AR, M42, Nikon F, Olympus OM, Pentax K, Minolta SR                   |
| 70-220mm        | 3.5      | -    | 0.25m                         | No | 72mm               | M42, Minolta SR                                                                                                  |
| 75-150mm        | 3.8      | -    | 0.63m                         | No | 52mm               | M42, Pentax K |
| 75-150mm        | 3.8      | -    | 1.60m                         | No | 52mm               | Canon FD, FDn, M42, Nikon F, Olympus OM, Pentax K, Minolta SR                                                    |
| 75-260mm        | 4.5      | -    | 2.00m                         | No | 62mm               | M42 |
| 75-300mm        | 3.5-4.5  | -    | 1.70m                         | No | 58mm               | C/Y (contax/yashica), Canon FD, FDn, Nikon F, Pentax K, Minolta SR                                               |
| 75-300mm        | 4.5-5.6  | -    | 1.50m                         | No | 62mm               | Canon FD, FDn, Nikon F, Pentax K, Minolta SR                                                                     |
| 80-200mm        | 4.5-5.6  | -    | 1.10m                         | No | 52mm               | C/Y (contax/yashica), Canon FD, FDn, Pentax K                                                                    |
| 80-200mm        | 4.5      | -    | 1.10m                         | No | 55mm               | Canon FD, FDn, Konica AR, Nikon F                                                                                |
| 80-200mm        | 4.5      | -    | 2.00m                         | No | 52mm               | C/Y (contax/yashica), Canon FD, FDn, Nikon F, Olympus OM, Pentax K, Minolta SR                                   |
| 80-200mm        | 4.0      | -    | 1.90m                         | No | 55mm               | C/Y (contax/yashica), Canon FD, FDn, Konica AR, Nikon F, Olympus OM, Pentax K, Minolta SR                        |
| 80-200mm        | 3.5-4.5  | -    | 1.10m                         | No | 55mm               | Canon FD, FDn |
| 80-200mm        | 2.8      | -    | 1.80m                         | No | 77mm               | C/Y (contax/yashica), Canon FD, FDn, Konica AR, Nikon F, Olympus OM, Pentax K, Minolta SR                        |
| 80-200mm        | 2.8      | -    | 1.80m                         | No | 77mm               | Canon EF, Nikon F (FX), Sony A, Pentax K                                                                         |
| 80-200mm        | 2.8      | -    | 1.80m                         | No | 77mm               | Canon EF, Nikon F (FX), Sony A, Pentax K                                                                         |
| 80-400mm        | 4.5-5.6  | -    | 2.50m                         | No | 72mm               | Canon EF, Nikon F (FX)                                                                                           |
| 100-300mm       | 5.6-6.7  | -    | 1.50m                         | No | 55mm               | Canon EF, Nikon F (FX), Pentax K                                                                                 |
| 100-300mm       | 5.0      | -    | 2.00m                         | No | 55mm               | Canon FD, FDn, M42, Minolta SR                                                                                   |
| 100-300mm       | 4.0      | -    | 2.00m                         | No | 77mm               | C/Y (contax/yashica), Canon FD, FDn, Konica AR, Nikon F, Olympus OM, Pentax K, Minolta SR                        |
| 100-300mm       | 4.0      | -    | 2.00m                         | No | 77mm               | Canon EF, Nikon F (FX), Sony A                                                                                   |
| 150-500mm       | 5.6      | -    | 3.10m                         | No | 95mm               | C/Y (contax/yashica), Canon FD, FDn, Konica AR, Nikon F, Olympus OM, Pentax K, Minolta SR                        |

### Objectius fixos per acàmeres sense mirall

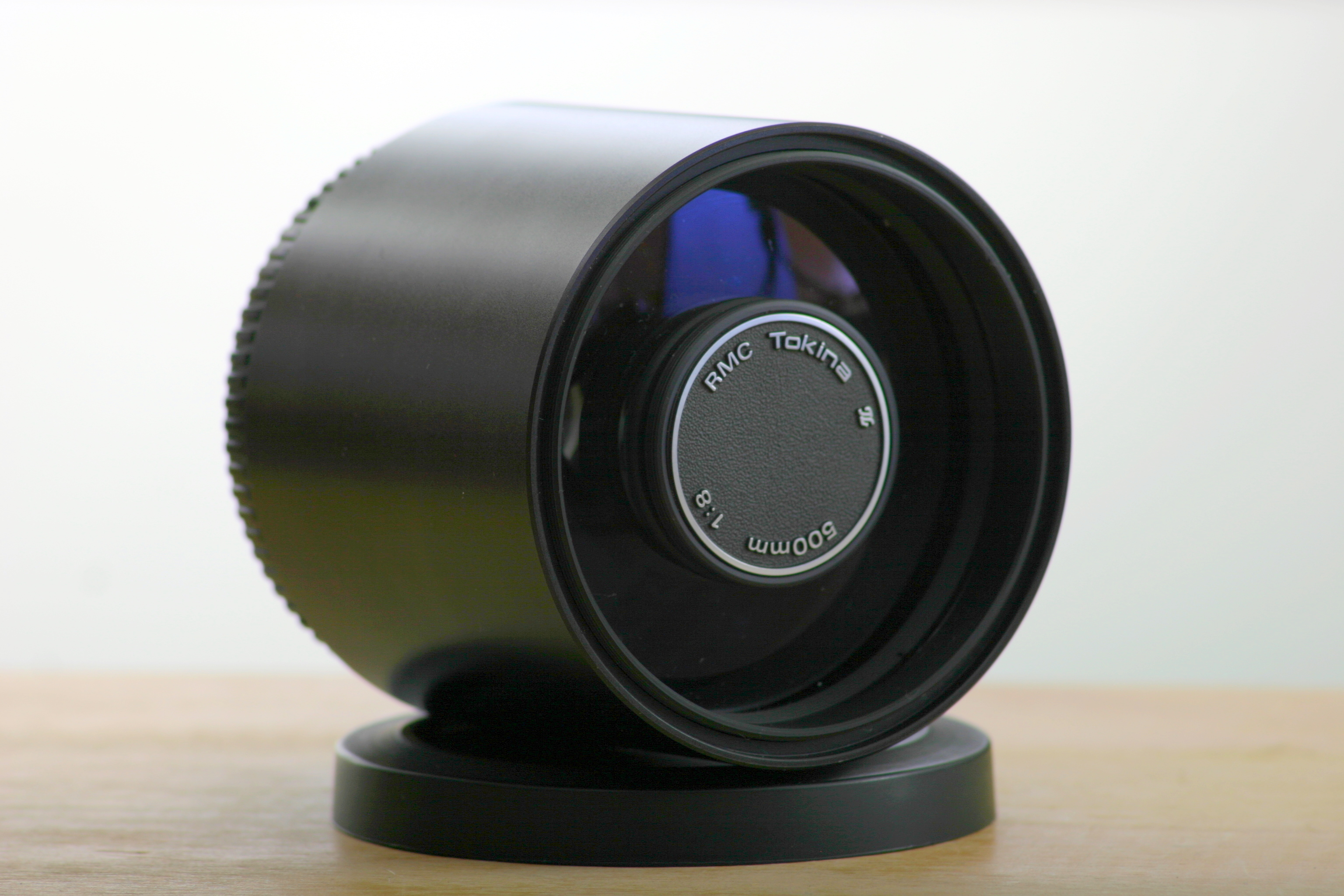
Tokina RMC 500mm f/8.0

| Distància focal | Obertura | Any  | Distància mínima d'enfocament | IS | Diametre de filtre | Muntures                   |
| --------------- | -------- | ---- | ----------------------------- | -- | ------------------ | -------------------------- |
| 8mm             | 2.8      | 2022 | 0.10m                         | No | -                  | Fuji X, Sony E             |
| 20mm            | 2.0      | 2016 | 0.28m                         | No | 62mm               | Sony FE                    |
| 20mm            | 2.0      | 2018 | 0.28m                         | No | 62mm               | Sony FE                    |
| 23mm            | 1.4      | 2020 | 0.30m                         | No | 52mm               | Fuji X, Sony E             |
| 33mm            | 1.4      | 2020 | 0.40m                         | No | 52mm               | Fuji X, Sony E             |
| 33mm            | 1.2      | 2022 | 0.50m                         | No | 62mm               | Fuji X, Sony E             |
| 56mm            | 1.4      | 2021 | 0.60m                         | No | 52mm               | Fuji X, Sony E             |
| 85mm            | 1.8      | 2020 | 0.80m                         | No | 72mm               | Sony FE                    |
| 100mm           | 2.8      | 2019 | 0.30m                         | No | 55mm               | Sony FE                    |
| 300mm           | 6.3      | 2012 | 0.80m                         | No | 55mm               | Micro Quatre Terços        |
| 300mm           | 7.1      | 2023 | 0.92m                         | No | -                  | Fuji X, Sony E, Canon EF-M |
| 600mm           | 8.0      | 2023 | 1.77m                         | No | -                  | Fuji X, Sony E, Canon EF-M |
| 900mm           | 11       | 2023 | 2.61m                         | No | -                  | Fuji X, Sony E, Canon EF-M |

### Objectius zoom per acàmeres sense mirall
| Distància focal | Obertura | Any  | Distància mínima d'enfocament | IS | Diametre de filtre | Muntures |
| --------------- | -------- | ---- | ----------------------------- | -- | ------------------ | -------- |
| 11-18mm         | 2.8      | 2022 | 0.19m                         | No | 67mm               | Sony E   |

### Cine fixos
| Distància focal | Obertura (T) | Any  | Distància mínima d'enfocament | IS | Diametre de filtre | Muntures                                                 |
| --------------- | ------------ | ---- | ----------------------------- | -- | ------------------ | -------------------------------------------------------- |
| 18mm            | 1.5          | 2018 | 0.45m                         | No | -                  | Arri PL, Canon EF, Sony E, Micro Quatre Terços           |
| 21mm            | 1.5          | 2022 | 0.36m                         | No | 112mm              | Arri PL, Arri LPL, Canon EF, Sony E, Micro Quatre Terços |
| 25mm            | 1.5          | -    | 0.35m                         | No | 112mm              | Arri PL, Canon EF, Sony E, Micro Quatre Terços           |
| 29mm            | 1.5          | 2022 | 0.35m                         | No | 112mm              | Arri PL, Arri LPL, Canon EF, Sony E, Micro Quatre Terços |
| 35mm            | 1.5          | -    | 0.41m                         | No | 112mm              | Arri PL, Canon EF, Sony E, Micro Quatre Terços           |
| 40mm            | 1.5          | 2020 | 0.45m                         | No | 112mm              | Arri PL, Canon EF, Sony E, Micro Quatre Terços           |
| 50mm            | 1.5          | -    | 0.48m                         | No | 112mm              | Arri PL, Canon EF, Sony E, Micro Quatre Terços           |
| 65mm            | 1.5          | 2021 | 0.69m                         | No | 112mm              | Arri PL, Canon EF, Sony E, Micro Quatre Terços           |
| 85mm            | 1.5          | 2020 | 0.95m                         | No | 112mm              | Arri PL, Canon EF, Sony E, Micro Quatre Terços           |
| 100mm           | 2.9          | 2016 | 0.30m                         | No | 82mm               | Arri PL, Canon EF, Sony E, Nikon F, Micro Quatre Terços  |
| 105mm           | 1.5          | 2019 | 1.15m                         | No | 112mm              | Arri PL, Arri LPL, Canon EF, Sony E, Micro Quatre Terços |
| 135mm           | 1.5          | 2019 | 1.40m                         | No | 112mm              | Arri PL, Canon EF, Sony E, Micro Quatre Terços           |

### Cine zoom
| Distància focal | Obertura (T) | Any  | Distància mínima d'enfocament | IS | Diametre de filtre | Muntures                                                |
| --------------- | ------------ | ---- | ----------------------------- | -- | ------------------ | ------------------------------------------------------- |
| 11-20mm         | 2.9          | 2019 | 0.30m                         | No | 86mm               | Arri PL, Canon EF, Sony E, Nikon F, Micro Quatre Terços |
| 16-28mm         | 3.0          | -    | 0.28m                         | No | 112mm              | Arri PL, Canon EF, Sony E, Nikon F, Micro Quatre Terços |
| 25-75mm         | 2.9          | 2021 | 0.74m                         | No | 86mm               | Arri PL, Canon EF, Sony E, Nikon F, Micro Quatre Terços |
| 50-135mm        | 2.9          | 2019 | 1.00m                         | No | 86mm               | Arri PL, Canon EF, Sony E, Nikon F, Micro Quatre Terços |

### Altres productes
- Extensor 2X: Aquest, multiplica la focal de l'objectiu per 2, perdent dos passos de llum. Aquest està disponible per a muntura T.[156]
- Tokina Cinema 1.6X Expander: Converteix objectius de Super 35 per cobrir sensors vision vista i full frame. Amb el seu ús es perd 1,3 passos de llum i augmenta la distància focal en 1,6x.[157]

Tokina també disposa en el seu catàleg de diversos adaptadors de muntura, gairebé tots ells per poder utilitzar un objectiu amb muntura T, en càmeres amb diferents muntures com la Canon EF, Sony E, Nikon F, Micro Quatre Terços, Canon EF-M, Fuji X, Nikon Z.
Un altre adaptador del qual disposa la marca és el Tokina SZ Mount adapter EF-FE, el qual permet utilitzar objectius de Tokina amb muntura Canon EF en càmeres amb muntura Sony E.